# 6534 Carriepeterson
6534 Carriepeterson è un asteroide della fascia principale. Scoperto nel 1995, presenta un'orbita caratterizzata da un semiasse maggiore pari a 3,1703365 UA e da un'eccentricità di 0,1130764, inclinata di 23,29697° rispetto all'eclittica.